# Aram Jachaturián
Arám Ilích Kachaturián (en ruso: Ара́м Ильи́ч Хачатуря́н; en armenio: Արամ Խաչատրյան, Aram Xačatryan; Tiflis, Georgia, 6 de junio de 1903 – Moscú, Rusia, 1 de mayo de 1978) fue un compositor y director soviético de origen armenio. Se considera que fue uno de los principales compositores soviéticos.
Nacido y criado en Tbilisi, la capital de Georgia, Jachaturián se mudó a Moscú en 1921 tras la sovietización del Cáucaso. Sin formación musical previa, se matriculó en el Instituto Musical Gnesin, posteriormente estudió en el Conservatorio de Moscú en la clase de Nikolái Miaskovski, así como lo haría también su futura esposa Nina Makárova. Su primera gran obra, el Concierto para piano (1936), popularizó su nombre dentro y fuera de la Unión Soviética. Le siguieron el Concierto para violín (1940) y el Concierto para violonchelo (1946). Sus otras composiciones significativas incluyen Masquerade Suite (1941), el Himno de la RSS de Armenia (1944), tres sinfonías (1935, 1943, 1947) y alrededor de 25 bandas sonoras. Jachaturián es conocido por su música de ballet: Gayaneh (1942) y Espartaco (1954). Su pieza más popular, la "Danza del sable" de Gayaneh, se ha utilizado ampliamente en la cultura popular y ha sido versionada por músicos de todo el mundo. Su estilo se "caracteriza por armonías coloridas, ritmos cautivadores, virtuosismo, improvisaciones y melodías sensuales".
Durante la mayor parte de su carrera, Jachaturián fue aprobado por el gobierno soviético y ocupó varios puestos importantes en la Unión de Compositores Soviéticos desde finales de la década de 1930, aunque se unió al Partido Comunista solo en 1943. Junto con Serguéi Prokófiev y Dmitri Shostakóvich, fue oficialmente denunciado como un "formalista", y su música apodada "anti-personas" en 1948, pero fue restaurada más tarde ese año. Después de 1950, enseñó en el Instituto Gnessin y en el Conservatorio de Moscú, y pasó a dirigir. Viajó a Europa, América Latina y los Estados Unidos con conciertos de sus propias obras. En 1957, Jachaturián se convirtió en el secretario de la Unión de Compositores Soviéticos, cargo que ocupó hasta su muerte.
Jachaturián, que creó la primera partitura de música, sinfonía, concierto y cine de ballet armenio, es considerado el compositor armenio más famoso del siglo XX. Siguiendo las tradiciones musicales establecidas de Rusia, utilizó ampliamente la música popular armenia y, en menor medida, caucásicas, oriental y centroeuropea y de Oriente Medio en sus obras. Es muy apreciado en Armenia, donde es considerado un "tesoro nacional".

## Biografía
Su padre, Eguia Jachaturián, dejó Armenia hacia 1870, estableciéndose en Tiflis como encuadernador. Aram fue el más pequeño de los cinco hermanos y empezó a desarrollar su gusto por la música oyendo cantar a su madre y escuchando a los músicos callejeros.
Más tarde, (1912-1921) en el pensionado, empezó sus estudios de piano a los que dedicó dos años, después se decantó por la carrera de Economía pero prosiguió estudiando piano de manera autónoma. A los once años acudió, por vez primera, a una representación de ópera que le produjo un gran impacto y lo dejó fascinado. En 1921, aceptó la invitación de su hermano que residía en Moscú y allí continuó sus estudios en la universidad. Pese a sus escasos conocimientos de solfeo y piano, demostró tener tanto talento musical que fue admitido en el Instituto Gnesin donde estudió violonchelo bajo la dirección de Mijaíl Gnesin, comenzando las clases de composición en 1925. En 1929, se trasladó al Conservatorio de Moscú y fue alumno de Nikolái Miaskovski, un compositor muy popular de la época.
En la década de 1930, se casó con la compositora y compañera de estudios, Nina Makárova, y en 1951 pasó a ser profesor del Instituto Pedagógico Estatal de Música Gnesin. Mantuvo importantes debates en la Unión de Compositores lo que le reportaría graves denuncias sobre algunas de sus obras por considerar que su música era una «música formalista», lo mismo que las de Serguéi Prokófiev y Dmitri Shostakóvich. No obstante, estos tres compositores se convirtieron en los denominados «titanes» de la música soviética, disfrutando de reputación mundial como destacados compositores del siglo XX.
Jachaturián ya había compuesto en 1932, un Trío para clarinete, violín y piano, en el que se reflejaba la influencia de Prokófiev quien lo indujo a interpretarlo en París. En 1933, compone una Suite para la danza inspirada en todo tipo de bailes: armenios, azerbaiyanos, georgianos, y en la que se descubre su gusto por la música folclórica. Asimismo compuso una Sinfonía dedicada a su país, con la que obtuvo el diploma en el conservatorio. Esta sinfonía fue compuesta en el año 1935 y está inspirada en la música occidental y armenia. En ese mismo año compuso la música para la película Pepo.
A partir de ese momento su carrera como compositor empezó a desarrollarse. Escribió más de cuarenta obras para el cine y el teatro. Dotado de un excelente sentido melódico, Aram destacó, sobre todo, por sus composiciones para ballet y por su sentido de la orquestación, llena de colorido, melodiosa, sensual y lírica.
Jachaturián fue el primer compositor que integró la música moderna y el ballet clásico. Estaba convencido de que el público debía sentir las mismas emociones y sensaciones que los bailarines trataban de transmitir. Jachaturián está considerado como un gran compositor, conocido internacionalmente por su Concierto para piano y orquesta compuesto durante la primera etapa de su carrera, época en la que compuso muchas otras obras que lo hicieron célebre. Su temperamento, así como su talento musical se ponen de manifiesto en obras tan célebres como el ballet Espartaco, el Poema a Stalin y Gayaneh (1942), que incluye la famosa Danza del sable (utilizada por Billy Wilder en su película Uno, dos, tres).
En 1948, Jachaturián fue acusado por el Comité Central del Partido Comunista de tendencias burguesas y antirrevolucionarias detectadas en sus composiciones. Junto a él, fueron también denunciados Shostakóvich y Prokófiev. Se declaró culpable, con lo cual recuperó su notoriedad. Sin embargo, una vez muerto Stalin en 1953, decidió dar a conocer esta censura ejercida por el gobierno y la condenó públicamente. Al año siguiente (1954) fue nombrado «Artista del pueblo de la Unión Soviética» y en 1959 fue galardonado con el Premio Lenin. Jachaturián terminará imponiéndose como uno de los «compositores oficiales» de la Unión Soviética. Fue profesor en el conservatorio de Moscú y diputado del Sóviet Supremo.
En 1961, Jachaturián empieza a escribir la música orquestal y compone una Sonata para piano. Al año siguiente continúa con Tres conciertos-rapsodia que quería unificar en un solo concierto. Durante los últimos años de su vida, Jachaturián compuso tres sonatas para violonchelo y viola. Estas obras no fueron registradas y son casi desconocidas, por lo que han sido interpretadas en muy pocas ocasiones.
Es el autor del himno de la RSS de Armenia.
Aram Jachaturián murió a los 74 años el 1 de mayo de 1978.

## Catálogo de obras
| Año       | Opus      | Obra | Tipo de obra                      |
| --------- | --------- | --- | --------------------------------- |
| 1925      | Opus 01   | Poema para piano.                                                                                         | Música para piano                 |
| 1925      | Opus 02   | Canción de Strolling Ashug, para violonchelo y piano (dedicada a su madre).                               | Música de cámara                  |
| 1925      | Opus 03   | Para violonchelo y piano.                                                                                 | Música de cámara                  |
| 1925      | Opus 04   | Elegía en sol menor, para violonchelo y piano.                                                            | Música de cámara                  |
| 1926      | Opus 05   | Andantino, para piano.                                                                                    | Música para piano                 |
| 1926      | Opus 06   | Vals-estudio, para piano.                                                                                 | Música para piano                 |
| 1926      | Opus 07   | Pieza para violonchelo y piano.                                                                           | Música para piano                 |
| 1926      | Opus 08   | Vals-capricho en do sostenido menor, para piano.                                                          | Música para piano                 |
| 1926      | Opus 09   | Dance en sol menor, para piano.                                                                           | Música para piano                 |
| 1926      | Opus 10   | Canción de cuna, para violín y piano.                                                                     | Música de cámara (violín y piano) |
| 1926      | Opus 11   | Danza n.º 1 en si bemol mayor, para violín y piano.                                                       | Música de cámara (violín y piano) |
| 1927      | Opus 12   | Poema en do bemol menor, para piano.                                                                      | Música para piano                 |
| 1927      | Opus 13   | Pantomima, para oboe y piano.                                                                             | Música de cámara                  |
| 1927      | Opus 14   | Música para la obra escénica Tío Bagdasar (A. Paronián).                                                  | Música de teatro                  |
| 1928      | Opus 15   | Música de G. Sundukián Khatabala.                                                                         | Música de teatro                  |
| 1928      | Opus 16   | Variaciones del tema de Solveig, para piano.                                                              | Música para piano                 |
| 1928      | Opus 17   | Música para la obra escénica El dentista oriental (A. Paronián).                                          | Música de teatro                  |
| 1929      | Opus 18   | Allegretto, para violín y piano.                                                                          | Música de cámara (violín y piano) |
| 1929      | Opus 19   | Canción-poema “En honor de los Ashúgs”, para violín y piano.                                              | Música de cámara (violín y piano) |
| 1929      | Opus 20   | Marcha del ejército n.º 1, en la bemol mayor, para vientos y orquesta.                                    | Música orquestal                  |
| 1930      | Opus 21   | Marcha del ejército n.º 2, en fa menor, para vientos y orquesta.                                          | Música orquestal                  |
| 1931      | Opus 22   | Música para la obra escénica Una cuestión de honor (I. Mikitenko).                                        | Música de teatro                  |
| 1931      | Opus 23   | Cuarteto de cuerdas.                                                                                      | Música de cámara                  |
| 1932      | Opus 24   | Toccata en mi bemol menor, para piano.                                                                    | Música para piano                 |
| 1932      | Opus 25   | Misa-danza, para bayan.                                                                                   | Música solista                    |
| 1932      | Opus 26   | Dos temas folclóricos uzbekos, para vientos y orquesta.                                                   | Música orquestal                  |
| 1932      | Opus 27   | Dos temas folclóricos armenios, para vientos y orquesta.                                                  | Música orquestal                  |
| 1932      | Opus 28   | Suite para piano.                                                                                         | Música para piano                 |
| 1932      | Opus 29   | Sonata para violín y piano.                                                                               | Música de cámara (violín y piano) |
| 1932      | Opus 30   | Trío en do menor, para clarinete en si bemol, violín y piano.                                             | Música de cámara                  |
| 1933      | Opus 31   | Danza n.º 3, para piano.                                                                                  | Música para piano                 |
| 1933      | Opus 32   | Danza suite para orquesta.                                                                                | Música orquestal                  |
| 1933      | Opus 33   | Música para la obra escénica Macbeth, opus 33 (W. Shakespeare).                                           | Música de teatro                  |
| 1934      | Opus 34   | Marcha del ejército n.º 3, para piano.                                                                    | Música para piano                 |
| 1934      | Opus 35   | Sinfonía n.º 1.                                                                                           | Música orquestal                  |
| 1935      | Opus 36   | Música para la obra escénica El corazón iracundo (G. Sundukián).                                          | Música de teatro                  |
| 1935      | Opus 37   | Música para la película Pepo.                                                                             | Música de película                |
| 1936      | Opus 38   | Concierto para piano, para piano y orquesta.                                                              | Música orquestal. Concierto       |
| 1936      | Opus 38A  | Concierto para piano. Arreglo para dos pianos                                                             | Música para piano (2)             |
| 1937      | Opus 39   | Música para la obra escénica El gran día (V. Kirshón).                                                    | Música de teatro                  |
| 1937      | Opus 40   | Música para la obra escénica Bakú (N. Nikitin).                                                           | Música de teatro                  |
| 1937-38   | Opus 41   | Poema para Stalin, “Canción de los Ashug”, para orquesta y coros mixtos.                                  | Música coral                      |
| 1938      | Opus 42   | Música para la película Zangezur (histórico-revolucionaria).                                              | Música de película                |
| 1938      | Opus 42A  | Marcha para la película “Zangezur”, para vientos y orquesta.                                              | Música orquestal                  |
| 1939      | Opus 43   | Felicidad, ballet en tres actos.                                                                          | Ballet                            |
| 1939      | Opus 44   | Música para la película El jardín.                                                                        | Música de película                |
| 1940      | Opus 45   | Música para la obra escénica La viuda valenciana Lope de Vega.                                            | Música de teatro                  |
| 1940      | Opus 45A  | La viuda valenciana. Suite para orquesta. (de la obra escénica La viuda valenciana (Lope de Vega)         | Música orquestal. Suite           |
| 1940      | Opus 46   | Concierto para violín, para violín y orquesta.                                                            | Música orquestal. Concierto       |
| 1940      | Opus 46A  | Concierto para violín. Arreglo para violín y piano.                                                       | Música de cámara (violín y piano) |
| 1940      | Opus 46B  | Concierto para violín. Arreglo para flauta y orquesta.                                                    | Música orquestal                  |
| 1940      | Opus 47   | Budiónovka, danza para piano.                                                                             | Música para piano                 |
| 1941      | Opus 49   | Música para la película Salavat Iuláev.                                                                   | Música de película                |
| 1941      | Opus 48   | Música para la obra escénica Masquerada (M. Lérmontov).                                                   | Música de teatro                  |
| 1941-42   | Opus 50   | Gayaneh, ballet en cuatro actos opus 50.                                                                  | Ballet                            |
| 1942      | Opus 51   | Música para la obra escénica Las campanas del Kremlin (N. Pogodin).                                       | Música de teatro                  |
| 1942      | Opus 52   | A los héroes de la Guerra Patriótica, marcha en la bemol mayor, para banda de vientos.                    | Música orquestal                  |
| 1943      | Opus 53   | Gayaneh. Suite introductoria, para orquesta. (para el ballet Gayaneh)                                     | Música orquestal. Suite           |
| 1943      | Opus 54   | Gayaneh. Suite n.º 2, para orquesta.                                                                      | Música orquestal. Suite           |
| 1943      | Opus 55   | Gayaneh. Suite n.º 3, para orquesta.                                                                      | Música orquestal. Suite           |
| 1943      | Opus 56   | Sinfonía n.º 2 en mi menor, “Sinfonía con campanas”.                                                      | Música orquestal                  |
| 1943      | Opus 57   | Música para la obra escénica Detailed Reconnaissance (A. Kron).                                           | Música de teatro                  |
| 1944      | Opus 58   | Vals coreográfico para piano.                                                                             | Música para piano                 |
| 1944      | Opus 59   | Fantasía de Rusia, temas para orquesta sinfónica.                                                         | Música orquestal                  |
| 1944      | Opus 60   | Himno nacional de Armenia soviética, para coros y orquesta sinfónica.                                     | Música coral                      |
| 1944      | Opus 61   | Tres piezas, para dos pianos.                                                                             | Música para piano (2)             |
| 1944      | Opus 48A  | Lérmontov. Suite para orquesta (para el drama de Lérmontov “Masquerada”).                                 | Música orquestal. Suite           |
| 1944      | Opus 48B  | Lérmontov. Suite para piano (para el drama de Lérmontov “Masquerada”).                                    | Música para piano                 |
| 1945      | Opus 63   | Música para la obra escénica El último día (V. Shkvarkin).                                                | Música de teatro                  |
| 1945      | Opus 64   | Música para la película El prisionero n.º 217.                                                            | Música de película                |
| 1946      | Opus 65   | Concierto para violonchelo y orquesta.                                                                    | Música orquestal. Concierto       |
| 1946      | Opus 66   | Tres arias de concierto, para soprano y orquesta.                                                         | Música vocal                      |
| 1947      | Opus 62   | Álbum para niños, Libro I, para piano.                                                                    | Música para piano                 |
| 1947      | Opus 67   | Sinfonía n.º 3, poema sinfónico.                                                                          | Música orquestal                  |
| 1947      | Opus 68   | Música para la obra escénica Un cuento sobre la verdad (M. Aliguer).                                      | Música de teatro                  |
| 1947      | Opus 69   | Música para la obra escénica The Southern Junction (A. Pérventsev).                                       | Música de teatro                  |
| 1948      | Opus 70   | Música para la película La cuestión rusa.                                                                 | Música de película                |
| 1948      | Opus 71   | Oda en memoria de Vladímir Ilich Lenin para orquesta.                                                     | Música orquestal                  |
| 1948      | Opus 48C  | Nocturno para violín y piano.                                                                             | Música de cámara (violín y piano) |
| 1948-49   | Opus 72   | Música para el documental Vladímir Ilich Lenin.                                                           | Música de película                |
| 1949      | Opus 73   | Música para la obra escénica Iliá Golovín (S. Mijalkov).                                                  | Música de teatro                  |
| 1949      | Opus 74   | Música para la película La batalla de Stalingrado.                                                        | Música de película                |
| 1949      | Opus 74A  | La batalla de Stalingrado. Suite, para orquesta. (de la película)                                         | Música orquestal. Suite           |
| 1950      | Opus 75   | Poema triunfal (poema festivo) en re mayor, para orquesta.                                                | Música orquestal                  |
| 1950      | Opus 76   | Música para la película Ellos tienen un país natal.                                                       | Música de película                |
| 1950      | Opus 77   | Música para la película Misión secreta.                                                                   | Música de película                |
| 1950-54   | Opus 82   | Espartaco, ballet en tres actos.                                                                          | Ballet                            |
| 1953      | Opus 78   | Música para la película Almirante Ushakov.                                                                | Música de película                |
| 1953      | Opus 79   | Música para la película Barcos bombardeando los bastiones.                                                | Música de película                |
| 1953      | Opus 80   | Música para la obra escénica El ángel protector de Nebraska ( A. Iakobsón).                               | Música de teatro                  |
| 1953      | Opus 81   | Música para la obra escénica Arroyo de primavera (I. Chepurin).                                           | Música de teatro                  |
| 1954      | Opus 83   | Música para la obra escénica Lérmontov (B. Lavrenyov).                                                    | Música de teatro                  |
| 1955      | Opus 82A  | Espartaco. Suite Introducción, para orquesta (para el ballet Espartaco).                                  | Música orquestal. Suite           |
| 1955      | Opus 82B  | Espartaco. Suite orquestal n.º 2 para orquesta.                                                           | Música orquestal. Suite           |
| 1955      | Opus 82C  | Espartaco. Suite orquestal n.º 3, para orquesta.                                                          | Música orquestal. Suite           |
| 1955      | Opus 82D  | Espartaco. Suite n.º 4.                                                                                   | Música orquestal. Suite           |
| 1955      | Opus 82E  | Espartaco. Fotos de sinfonía para las escenas cuatro y cinco.                                             | Música orquestal                  |
| 1955      | Opus 82F  | Espartaco. Fotos de sinfonía para la escena nueve.                                                        | Música orquestal                  |
| 1955      | Opus 84   | Música para la obra escénica Macbeth, opus 84 (W. Shakespeare).                                           | Música de teatro                  |
| 1955      | Opus 85   | Música para la película Saltanat.                                                                         | Música de película                |
| 1956      | Opus 86   | Música para la película The Bonfire of Immortality/Undying Flame.                                         | Música de película                |
| 1956      | Opus 87   | Música para la película Otelo.                                                                            | Música de película                |
| 1956      | Opus 87A  | Otelo. Suite (de la película), para orquesta.                                                             | Música orquestal. Suite           |
| 1956      | Opus 88   | Oda Una alegría, cantata para mezzo, coros mixtos, conjunto de violinistas, conjunto de arpas y orquesta. | Música coral                      |
| 1957      | Opus 89   | Gayaneh, ballet en tres actos opus 89.                                                                    | Ballet                            |
| 1957      | Opus 90   | Música para la película El duelo.                                                                         | Música de película                |
| 1958      | Opus 91   | Obertura de saludo, en re bemol mayor, para orquesta.                                                     | Música orquestal                  |
| 1958      | Opus 92   | Música para la obra escénica Rey Lear (W. Shakespeare).                                                   | Música de teatro                  |
| 1958      | Opus 93   | Sonatina en do mayor, para piano.                                                                         | Música para piano                 |
| 1959      | Opus 94   | Lérmontov. Suite para orquesta, opus 94 (de la obra escénica de Lavrenyov “Lérmontov”)                    | Música orquestal. Suite           |
| 1961      | Opus 95   | Sonata en mi bemol mayor, para piano.                                                                     | Música para piano                 |
| 1961      | Opus 96   | Concierto-Rapsodia para violín y orquesta.                                                                | Música orquestal. Concierto       |
| 1961      | Opus 97   | Balada para madre Patria, para contrabajo y orquesta.                                                     | Música orquestal                  |
| 1962      | Opus 98   | Música para la película The Tocsin of Peace.                                                              | Música de película                |
| 1963      | Opus 99   | Concierto-Rapsodia para violonchelo y orquesta.                                                           | Música orquestal. Concierto       |
| 1964-65   | Opus 100  | Álbum para niños, Libro II para piano.                                                                    | Música para piano                 |
| 1966      | Opus 101  | Recitativos y Fugas, para piano.                                                                          | Música para piano                 |
| 1967      | Opus 102  | Concierto-Rapsodia para piano y orquesta.                                                                 | Música orquestal. Concierto       |
| 1970-1971 | Opus 102A | Concierto-Rapsodia para piano y orquesta. Arreglo para dos pianos                                         | Música para piano (2)             |
| 1973      | Opus 103  | Marcha de la milicia soviética en mi bemol mayor.                                                         | Música orquestal                  |
| 1974      | Opus 104  | Sonata-fantasía en do mayor, para violonchelo solo.                                                       | Música solista                    |
| 1975      | Opus 105  | Fanfarrias triunfales en fa mayor, para trompetas y batería.                                              | Música de cámara                  |
| 1975      | Opus 106  | Sonata-monólogo, para violín solo.                                                                        | Música solista                    |
| 1976      | Opus 107  | Sonata-canción, para viola sola.                                                                          | Música solista                    |
| 1978      | Opus 108  | Vocalise en do mayor, para piano.                                                                         | Música para piano                 |

### Pies de página
1. ↑  Frecuentemente se cita en textos españoles con su apellido transcrito al modo anglosajón, Khachaturian, o francés, Khatchatourian.